# Spadkobiercy (powieść)
Spadkobiercy (ang. The Inheritors: An Extravagant Story) – powieść brytyjskiego pisarza Forda Madoksa Forda napisana wspólnie z Josephem Conradem, wydana w 1901 w wydawnictwie „William Heinemann”.
Pierwsze polskie wydanie ukazało się w 1959 nakładem Państwowego Instytutu Wydawniczego w przekładzie i z posłowiem Henryka Krzeczkowskiego.
Powieść pseudo-fantastyczna zawiera prorocze wizje dotyczące korupcji i wpływu XX wieku na brytyjską arystokrację. Zdzisław Najder nazywa ją „satyryczną fantazją «z kluczem»”.

## Fabuła
Arthur, niezbyt zdolny pisarz spotyka pewną fascynującą kobietę, która twierdzi, że pochodzi z „Czwartego Wymiaru”. Potem kobieta przedstawia Arthurowi innych Czwartowymiarowców, intrygantów zajmujących wysokie stanowiska, którzy zamierzają zapanować nad Ziemią. Skomplikowana fabuła ujawnia polityczną i finansową korupcję w najwyższych kręgach władzy. Pod postaciami bohaterów ukryte są prawdziwe osoby: Joseph Chamberlain, Arthur Balfour, Alfred Harmsworth i Leopold II Koburg.